# Michele Ceccoli (Fußballspieler)
Michele Ceccoli (* 4. Dezember 1973 in Rom) ist ein san-marinesischer Fußballspieler.

## Sportliche Laufbahn
Er begann seine aktive Laufbahn 1995 bei der AC Libertas, mit dem er im Campionato Sammarinese di Calcio, der san-marinesischen Meisterschaft, agierte. Von 2003 bis 2004 stand er beim italienischen Amateurverein US Mercatellese unter Vertrag und kehrte danach wieder zu seinem Stammverein AC Libertas zurück. 2006 gewann er mit dem Club den nationalen Pokalwettbewerb, die Coppa Titano.
Außerdem nahm er in der Saison 2007/08 mit der AC Libertas an der Qualifikation zum UEFA-Pokal teil. In der 1. Qualifikationsrunde verlor er mit der Mannschaft nach einem 1:1-Unentschieden im Rückspiel mit 0:3 gegen den irischen Vertreter Drogheda United und schied aus dem Wettbewerb aus.
Der 1,80 m große Keeper bestritt im Jahr 2005 insgesamt drei Länderspiele für San Marino.